# Copa Intertoto 1967
La Copa Intertoto 1967 fue la sétima edición de este torneo de fútbol a nivel de clubes de Europa y tendría la participación de 48 equipos.
Fue la primera edición que no tendría una ronda de eliminación directa tras la fase de grupos. En esta edición participaron por primera vez equipos de Dinamarca.
No hubo un campeón definido a partir de esta edición, pero el que mejor participación tuvo fue el Ruch Chorzów de Polonia, al que se podría considerar como campeón del torneo.

## Fase de grupos
Los 48 equipos participantes fueron divididos en 12 grupos de 4 clubes cada uno: 4 en la sección A y 8 en la sección B.
En la sección A participarían los clubes de Francia, Bélgica y los Países Bajos; y en la sección B estarían los clubes de Austria, Checoslovaquia, Dinamarca, Alemania Occidental, Alemania Oriental, Polonia y Suecia. Los clubes de Austria y Suiza estarían en ambas secciones.

### Grupo A1
| Club             | G | E | P | GF | GC | Pts. |
| ---------------- | - | - | - | -- | -- | ---- |
| Lugano           | 3 | 1 | 2 | 8  | 5  | 7    |
| Bordeaux         | 3 | 1 | 2 | 5  | 7  | 7    |
| Sparta Rotterdam | 3 | 0 | 3 | 9  | 6  | 6    |
| Waregem          | 2 | 0 | 4 | 6  | 10 | 4    |

|     | LUG | BOR | SPA | WAR |
| --- | --- | --- | --- | --- |
| LUG |     | 0-0 | 2-0 | 2-1 |
| BOR | 2-1 |     | 1-4 | 0-2 |
| SPA | 1-0 | 0-1 |     | 4-0 |
| WAR | 1-3 | 0-1 | 2-0 |     |

### Grupo A2
| Club            | G | E | P | GF | GC | Pts. |
| --------------- | - | - | - | -- | -- | ---- |
| Feyenoord       | 5 | 0 | 1 | 17 | 6  | 10   |
| RDC Molenbeek   | 3 | 1 | 2 | 8  | 9  | 7    |
| Strasbourg      | 1 | 2 | 3 | 6  | 11 | 4    |
| Lausanne Sports | 1 | 1 | 4 | 8  | 13 | 3    |

|     | FEY | DCM | STR | LAU |
| --- | --- | --- | --- | --- |
| FEY |     | 5-1 | 3-0 | 2-1 |
| DCM | 1-0 |     | 0-0 | 1-0 |
| STR | 1-3 | 3-1 |     | 0-2 |
| LAU | 2-4 | 1-4 | 2-2 |     |

### Grupo A3
| Club      | G | E | P | GF | GC | Pts. |
| --------- | - | - | - | -- | -- | ---- |
| Lille     | 3 | 2 | 1 | 10 | 6  | 8    |
| Sion      | 3 | 1 | 2 | 10 | 7  | 7    |
| Beerschot | 1 | 3 | 2 | 6  | 9  | 5    |
| Groningen | 1 | 2 | 3 | 5  | 9  | 4    |

|     | LIL | SIO | BEE | GRO |
| --- | --- | --- | --- | --- |
| LIL |     | 0-0 | 0-1 | 2-1 |
| SIO | 1-3 |     | 5-2 | 3-1 |
| BEE | 2-2 | 0-1 |     | 1-1 |
| GRO | 1-3 | 1-0 | 0-0 |     |

### Grupo A4
| Club            | G | E | P | GF | GC | Pts. |
| --------------- | - | - | - | -- | -- | ---- |
| Lierse          | 4 | 1 | 1 | 13 | 7  | 9    |
| Grenchen        | 2 | 2 | 2 | 8  | 9  | 6    |
| Rouen           | 1 | 3 | 2 | 9  | 15 | 5    |
| Go Ahead Eagles | 2 | 0 | 4 | 12 | 11 | 4    |

|     | LIE | GRE | ROU | GAE |
| --- | --- | --- | --- | --- |
| LIE |     | 3-1 | 1-1 | 2-0 |
| GRE | 2-1 |     | 1-1 | 2-0 |
| ROU | 2-4 | 1-1 |     | 4-3 |
| GAE | 1-2 | 3-1 | 5-0 |     |

### Grupo B1
| Club               | G | E | P | GF | GC | Pts. |
| ------------------ | - | - | - | -- | -- | ---- |
| Hannover           | 4 | 1 | 1 | 10 | 6  | 9    |
| Lokomotive Leipzig | 3 | 1 | 2 | 10 | 5  | 7    |
| Norrköping         | 2 | 0 | 4 | 12 | 16 | 4    |
| Rapid Vienna       | 1 | 2 | 3 | 9  | 14 | 4    |

|     | H96 | LOK | NOR | RAP |
| --- | --- | --- | --- | --- |
| H96 |     | 2-1 | 1-2 | 1-1 |
| LOK | 1-2 |     | 4-0 | 2-1 |
| NOR | 1-2 | 0-2 |     | 6-3 |
| RAP | 0-2 | 0-0 | 4-3 |     |

### Grupo B2
| Club               | G | E | P | GF | GC | Pts. |
| ------------------ | - | - | - | -- | -- | ---- |
| Zagłębie Sosnowiec | 5 | 0 | 1 | 14 | 7  | 10   |
| Schalke 04         | 3 | 1 | 2 | 7  | 7  | 7    |
| Wacker Innsbruck   | 2 | 1 | 3 | 15 | 10 | 5    |
| Djurgården         | 1 | 0 | 5 | 6  | 18 | 2    |

|     | ZAG | S04 | WAC | DJU |
| --- | --- | --- | --- | --- |
| ZAG |     | 1-0 | 4-3 | 4-1 |
| S04 | 1-0 |     | 1-1 | 2-0 |
| WAC | 1-3 | 1-2 |     | 2-0 |
| DJU | 1-2 | 4-1 | 0-7 |     |

### Grupo B3
| Club          | G | E | P | GF | GC | Pts. |
| ------------- | - | - | - | -- | -- | ---- |
| Polonia Bytom | 5 | 0 | 1 | 16 | 6  | 10   |
| Werder Bremen | 3 | 2 | 1 | 12 | 7  | 8    |
| Elfsborg      | 1 | 1 | 4 | 10 | 17 | 3    |
| Grasshopper   | 1 | 1 | 4 | 9  | 18 | 3    |

|     | POL | WER | ELF | GRA |
| --- | --- | --- | --- | --- |
| POL |     | 2-1 | 3-0 | 5-1 |
| WER | 2-0 |     | 4-1 | 1-1 |
| ELF | 1-2 | 2-2 |     | 5-2 |
| GRA | 1-4 | 1-2 | 3-1 |     |

### Grupo B4
| Club                 | G | E | P | GF | GC | Pts. |
| -------------------- | - | - | - | -- | -- | ---- |
| Gothenburg           | 5 | 0 | 1 | 16 | 7  | 10   |
| Carl Zeiss Jena      | 4 | 1 | 1 | 10 | 9  | 9    |
| Bohemians Prague     | 2 | 1 | 3 | 12 | 8  | 5    |
| Young Fellows Zürich | 0 | 1 | 5 | 6  | 20 | 1    |

|     | GOT | CZJ | BOH | YFZ |
| --- | --- | --- | --- | --- |
| GOT |     | 4-0 | 2-1 | 2-2 |
| CZJ | 3-1 |     | 1-0 | 3-2 |
| BOH | 1-3 | 1-1 |     | 4-0 |
| YFZ | 0-4 | 1-2 | 1-5 |     |

### Grupo B5
| Club         | G | E | P | GF | GC | Pts. |
| ------------ | - | - | - | -- | -- | ---- |
| Ruch Chorzów | 6 | 0 | 0 | 18 | 6  | 12   |
| Frem         | 2 | 1 | 3 | 11 | 11 | 5    |
| Young Boys   | 1 | 2 | 3 | 8  | 12 | 4    |
| First Vienna | 1 | 1 | 4 | 6  | 14 | 3    |

|     | RUC | FRE | YOU | FIR |
| --- | --- | --- | --- | --- |
| RUC |     | 5-1 | 4-3 | 2-0 |
| FRE | 1-2 |     | 4-1 | 4-1 |
| YOU | 0-2 | 0-0 |     | 2-0 |
| FIR | 1-3 | 2-1 | 2-2 |     |

### Grupo B6
| Club          | G | E | P | GF | GC | Pts. |
| ------------- | - | - | - | -- | -- | ---- |
| Košice        | 3 | 3 | 0 | 11 | 4  | 9    |
| Dinamo Dresde | 3 | 1 | 2 | 10 | 7  | 7    |
| AIK           | 3 | 1 | 2 | 7  | 11 | 7    |
| AGF           | 0 | 1 | 5 | 5  | 11 | 1    |

|     | KOS | DIN | AIK | AGF |
| --- | --- | --- | --- | --- |
| KOS |     | 2-1 | 4-0 | 3-1 |
| DIN | 0-0 |     | 1-2 | 2-1 |
| AIK | 1-1 | 1-4 |     | 1-0 |
| AGF | 1-1 | 1-2 | 1-2 |     |

### Grupo B7
| Club          | G | E | P | GF | GC | Pts. |
| ------------- | - | - | - | -- | -- | ---- |
| KB            | 5 | 0 | 1 | 10 | 4  | 10   |
| Union Teplice | 4 | 1 | 1 | 9  | 4  | 9    |
| Union Berlin  | 1 | 1 | 4 | 4  | 7  | 3    |
| Katowice      | 1 | 0 | 5 | 4  | 12 | 2    |

|     | KBK | TEP | UNI | KAT |
| --- | --- | --- | --- | --- |
| KBK |     | 1-0 | 1-0 | 3-2 |
| TEP | 2-1 |     | 1-1 | 3-1 |
| UNI | 0-3 | 0-1 |     | 3-0 |
| KAT | 0-1 | 0-2 | 1-0 |     |

### Grupo B8
| Club               | G | E | P | GF | GC | Pts. |
| ------------------ | - | - | - | -- | -- | ---- |
| Fortuna Düsseldorf | 4 | 0 | 2 | 12 | 10 | 8    |
| LASK Linz          | 2 | 3 | 1 | 7  | 6  | 7    |
| Vejle              | 2 | 2 | 2 | 12 | 11 | 6    |
| Žilina             | 0 | 3 | 3 | 3  | 7  | 3    |

|     | FOR | LIN | VEJ | ŽIL |
| --- | --- | --- | --- | --- |
| FOR |     | 2-1 | 3-2 | 1-0 |
| LIN | 2-1 |     | 2-1 | 1-1 |
| VEL | 5-3 | 1-1 |     | 2-1 |
| ZIL | 0-2 | 0-0 | 1-1 |     |